# Champ Grosset
Das Galeriegrab von Champ Grosset (französisch Allée couverte du Champ Grosset) westlich von Quessoy im Département Côtes-d’Armor in der Bretagne in Frankreich wurde 1894 entdeckt und 1896 ausgegraben. Die von Geröll, das vielleicht den Rest des Grabhügels darstellt, umgebene Megalithanlage befindet sich im Norden von Champ Grosset.

Schema Galeriegrab -

Die West-Ost-orientierte Anlage war 1896 Gegenstand einer Ausgrabung von A. Anne-Duportal, die dazu führte, dass das Galeriegrab 1896 als Monument historique eingestuft wurde. Es ist etwa 12,9 Meter lang. Der schlecht erhaltener Zugang knickt nach Südosten ab. Die Kammer besteht aus 19 in situ befindlichen, teils jedoch schräg stehenden Tragsteinen und vier erhaltenen Decksteinen. Vier weitere Steine, die teilweise zum Gang gehören, befinden sich südöstlich der Anlage.
Der unter einer Tonschicht befindliche Kammerboden bestand aus einem groben Steinpflaster. Die Erdschicht in der Anlage stammte nicht von den benachbarten Feldern. In dieser Schicht fanden sich mehrere grobe Gefäße sowie eine große Schüssel. Der Inhalt war mit Quarz, Erde, Schluff und rudimentären Knochen vermischt. Alle Gefäße lagen auf der Seite mit der Öffnung nach Süden. Einige waren mit Erde und Knochenfragmenten gefüllt. Einige Gefäße waren eleganter, aber es gab keine Spuren von Ornamentik.
Das Galeriegrab ist von einem etwa 6,0 m breiten Cairn umgeben, der von einer in schlechtem Zustand befindlichen Fassade eingefasst ist. Der Cairn erreicht nur die obere Ebene der Tragsteine.
Bei den Ausgrabungen von 1896 wurden elf Klingen, darunter eine vom Pressignian-Typ und Abschläge aus Feuerstein, Vasen mit flachem und rundem Boden gefunden (Quessoy-Brécé-Keramik), drei geschliffene Äxte, und zwei Schieferscheiben, bei denen es sich um Gewichte handeln soll. Das Grab weist Merkmale auf, die mit der Seine-Oise-Marne-Kultur (SOM) und den älteren Kulturen Armoricas (neolithische Fazies von Kerugou) in Zusammenhang stehen. Über die gesamte Länge des Ganges wurden Scherben, Knochenfragmente, mehrere Messer aus Diorit sowie Feuersteinabschläge gefunden. Im Kammerboden wurden, vor Verlegen des Pflasters, mit der Erde Fragmente von Keramik und Knochen von verschiedenen kleinen Tieren eingebracht.
Es wurde ins Sekundärneolithikum datiert. Die 1964 gesammelten Holzkohlen wurden mittels C14-Datierung sehr ungenau auf 1.870 ±200 v. Chr. datiert; also ins Endneolithikum.